# Darwinulidae
Darwinulidae – rodzina małżoraczków z podgromady Podocopa i rzędu Podocopida. Jedyna rodzina monotypowych: podrzędu Darwinulocopina i nadrodziny Darwinuloidea.
Małożaraczki o symetrycznym, podłużno-jajowatym karapaksie, zwykle gładkim. Prawa klapka nachodzi na lewą. Tylna krawędź karapksu jest wzdęta i tworzy komorę lęgową. Przedni skraj karapaksu zwężony. Klapki połączone adontotycznym tj. pozbawionym ząbków zamkiem. Przyczepy mięśni zwieraczów zgrupowane są po 6 do 12 w zwartą rozetkę. Głaszczki żuwaczek wyposażone po bokach w grzebyk tworzony przez szczecinki. Tył ciała zwykle gładki i pozbawiony furki. Zwapniała blaszka wewnętrzna (lamella) wąska.
Rozprzestrzenione kosmopolitycznie. Zasiedlają wody słodkie do lekko słonawych. Należą to najstarszych znanych małżoraczków słodkowodnych. Znane od karbonu, możliwe że pojawiły się już w dewonie. Szczyt różnorodności osiągnęły w karbonie i permie. 
Dotąd opisano ponad 400 gatunków, w tym około 30 współczesnych. Grupuje się je w 3 rodzajach
- Alicenula
- Darwinula
- Penthesilenula Rossetti et Martens, 1998

W Polskich występuje Darwinula stevensoni, zasiedlająca litoral jezior